# Abthugni
Abthugni (łac. Dioecesis Abthugnitanus) – stolica historycznej diecezji w Cesarstwie Rzymskim (prowincja Africa Proconsularis), współcześnie w Tunezji. Po raz pierwszy wzmiankowana w IV wieku. Obecnie jest katolickim biskupstwem tytularnym.

## Biskupi tytularni
| Lp. | Biskup                       | Funkcja                                     | Od                  | Do                  |
| --- | ---------------------------- | ------------------------------------------- | ------------------- | ------------------- |
| 1   | Albert Joseph Tsiahoana      | biskup pomocniczy Diégo-Suarez (Madagaskar) | 10 lutego 1964      | 13 kwietnia 1967    |
| 2   | André-Pierre-François Fauvel | emerytowany biskup Quimper (Francja)        | 28 lutego 1968      | 10 grudnia 1970     |
| 3   | Felix Alaba Adeosin Job      | biskup pomocniczy Ibadanu (Nigeria)         | 11 marca 1971       | 5 października 1974 |
| 4   | Emmanuel Lê Phong Thuận      | biskup koadiutor Cần Thơ (Wietnam)          | 6 czerwca 1975      | 20 czerwca 1990     |
| 5   | Leonard Hsu Ying-fa OFM      | biskup pomocniczy Tajpej (Tajwan)           | 6 października 1990 | 2 marca 2003        |
| 6   | Paul Walsh                   | biskup pomocniczy Rockville Centre (USA)    | 3 kwietnia 2003     | 18 kwietnia 2014    |
| 7   | Adelio Pasqualotto CSJ       | wikariusz apostolski Napo (Ekwador)         | 12 grudnia 2014     |                     |